# OSTalpha
OSTalpha‏ (Solute carrier family 51 alpha subunit) هوَ بروتين يُشَفر بواسطة جين OSTalpha في الإنسان.